# Codlea
Codlea là một thị xã thuộc hạt Brașov, România. Dân số thời điểm năm 2002 là 24256 người.